# Domingo Marià Vila i Tomàs
Domingo M. Vila va néixer a Barcelona al darrer terç del segle xviii. Fou rector de la universitat en dos períodes 1822-1823 i 1841-1845

## Biografia
Domingo M. Vila fou catedràtic de Dret Públic i Constitució i també fou catedràtic de Jurisprudència Civil.
Fou enviat com a representant del Congrés espanyol per a assistir a la coronació de Pere IV de Portugal com a emperador del Brasil (Pere I) (1822).
Va ser deportat a Canàries a conseqüència de la revolució de 1836.
Contribuí en el foment dels ideals del moviment romàntic.
Partidari de l'autonomia de Cuba, destacà entre els catalans que defensaren amb més convenciment els drets d'aquesta colònia d'ultramar. El 1837, quan les Corts Espanyoles denegaren la possessió de les actes a alguns diputats cubans. En els discursos que pronuncià en defensa d'aquests, advocà perquè Espanya donés una llibertat més àmplia a les seves colònies i s'adoptés un règim de caràcter federatiu. És considerat un dels precursors dels autonomistes cubans. Va morir al segle xix.
El 1822 després de diferents peticions per l'Ajuntament de Barcelona al poder de Madrid, s'aconsegueix una Reial Ordre del 2 de novembre per la qual restava aprovat el Reglament provisional de la universitat de segon i tercer ensenyament de Barcelona i restava suprimida la Universitat de Cervera. El dia 19 de novembre els catedràtics varen elegir com a rector el professor Domènech Marià Vila. El dia 30 del mateix mes se celebrava a Llotja la inauguració solemne.
El 1841. fou nomenat novament rector, càrrec que exercí fins al 1845. Juntament amb el rector Albert Pujol i Gurena s'encarregà d'incorporar a la Universitat els fons procedents dels convents desamortitzats.

## Publicacions
- Vila Tomás, Domingo [trad.]. Biblioteca romántico-moderna, o sea, Colección de escenas pintorescas de diversas naciones de varios autores españoles y extranjeros. Barcelona: Imp. de Estivill, 1837. Disponible a: Google Books